# Erin Nayler
Erin Nayler, née le 17 avril 1992 à Auckland, est une footballeuse internationale néo-zélandaise. Elle évolue au poste de gardienne de but.

## Biographie
Erin Nayler commence le football à 9 ans. Au lycée, elle joue pour Westlake Girls High, puis elle passe par plusieurs clubs d'Auckland : Lynn-Avon United, Forrest Hill Milford et Eastern Suburbs.

### Carrière en club
En 2015, avec le Norwest United AFC, elle remporte le championnat néo-zélandais. Elle part ensuite au Sky Blue FC, en NWSL, où elle ne parvient pas à s'imposer.

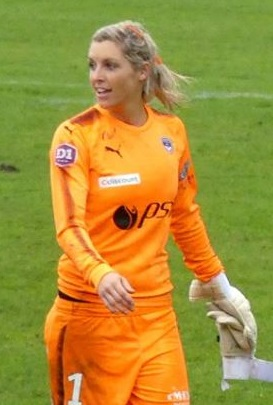
Erin Nayler en 2018 avec le maillot des Girondins de Bordeaux.

Peu de temps après les Jeux Olympiques 2016 elle signe un contrat de deux ans avec l'Olympique lyonnais (féminines), où elle remplace Cindy Perrault en tant que troisième gardienne. Finalement, elle est prêtée six mois plus tard à Grenoble, qui évolue en deuxième division. Elle y trouve enfin du temps de jeu, et pour la saison 2017-2018 elle signe avec les Girondines qui évoluent en première division. À la fin de sa première saison, elle renouvelle son contrat pour deux ans,.
Le 14 août 2020, elle rejoint Reading. En un an, elle ne dispute qu'un seul match, bloquée derrière l'Irlandaise Grace Moloney dans la hiérarchie.
En 2023, elle quitte l'IFK Norrköping et signe au Bayern Munich.

### Carrière internationale
Nayler fait partie de l'équipe de Nouvelle-Zélande lors des Coupes du monde des moins de 20 ans 2010 et 2012. En 2011, elle est intégrée à l'équipe sénior, en tant que troisième gardienne, à la Coupe du monde. Elle est la seule joueuse à ne pas compter de sélection lorsque débute la sélection et resta sur le banc. Il en fut de même l'année suivante lors des Jeux Olympiques 2012.
Elle obtient sa première sélection en 2013 lors d'un match contre l'Italie (victoire 2-0) lors du Tournoi de Chypre.
Elle joue tous les trois matchs de la Nouvelle-Zélande lors de la Coupe du monde 2015. Elle est désignée joueuse du match lors du second match (0-0) contre le Canada.